# Fjällriska
Fjällriska (Lactarius spinosulus) är en svampart som beskrevs av Quél. & Le Bret. 1880. Fjällriska ingår i släktet riskor och familjen kremlor och riskor.  Arten är reproducerande i Sverige. Inga underarter finns listade i Catalogue of Life.